# 十二梭海绵髓星虫
十二梭海绵髓星虫（学名：Spongomyelastrum dodecaceros）为孔盘虫科海绵髓星虫属的动物。分布于中太平洋，包括南海、西沙群岛等海域。